# Whitwell (Derbyshire)
Whitwell – wieś w Anglii, w hrabstwie Derbyshire, w dystrykcie Bolsover. Leży 45 km na północny wschód od miasta Derby i 211 km na północ od Londynu. W 2001 miejscowość liczyła 3762 mieszkańców.